# Jimmy Lee Jr.
Jimmy Lee Jr. ist ein US-amerikanischer Schauspieler.

## Leben
Lee Jr. durchlief mehrere Schauspielschulungen in Texas und in den Städten New Orleans und Shreveport. Seine erste Filmrolle hatte er 2007 in Der Nebel. In den folgenden Jahren kamen einige Besetzungen in Spielfilmen hinzu. 2014 spielte er in insgesamt sechs Episoden der Fernsehserie Cryptid: The Swamp Beast die Rolle des Jules D'Entremont. 2016 war er im Film Das Duell an der Seite von Filmgrößen wie Liam Hemsworth und Woody Harrelson zu sehen.

## Filmografie
- 2007: Der Nebel (The Mist)
- 2007: The Great Debaters
- 2008: Mad Money
- 2008: Harold & Kumar 2 – Flucht aus Guantanamo (Harold & Kumar Escape from Guantanamo Bay)
- 2008: W. – Ein missverstandenes Leben (W.)
- 2008: Major Movie Star
- 2009: Wonderful World
- 2009: Year One – Aller Anfang ist schwer (Year One)
- 2009: Streets of Blood
- 2009: Leaves of Grass
- 2009: I Hope They Serve Beer in Hell
- 2009: The Colony (Fernsehserie, Episode 2x03)
- 2010: The Big Bends (Kurzfilm)
- 2010: Mr. Autry's Bonus (Kurzfilm)
- 2011: Shark Night 3D
- 2011: Catch .44 – Der ganz große Coup (Catch .44)
- 2012: The Iceman
- 2012: So Undercover
- 2012: Latent (Kurzfilm)
- 2013: Heebie Jeebies (Fernsehfilm)
- 2013: Gangster Chronicles (Pawn Shop Chronicles)
- 2013: Mega Alligators – The New Killing Species (Ragin Cajun Redneck Gators)
- 2014: India (Kurzfilm)
- 2014: Cryptid: The Swamp Beast (Fernsehserie, 6 Episoden)
- 2014: SnakeHead Swamp (Fernsehfilm)
- 2015: The Child and the Dead (Kurzfilm)
- 2016: Das Duell (The Duel)
- 2017: Preacher (Fernsehserie, Episode 2x01)
- 2019: Fast Forward Style